# Allium denticulatum
Allium denticulatum — вид квіткових рослин з підродини цибулевих (Allioideae). Ендемік Туреччини.

## Таксономія
У рамках таксономічних досліджень Allium sect. Codonoprasum середземноморської флори виявлено помітну морфологічну мінливість роду й описано нові для науки види, серед яких A. denticulatum. Епітет стосується дрібнозубчастого листя.

## Біоморфологічна характеристика
Цибулина яйцеподібна, 6–10 × 5–6 мм, зовнішні оболонки сіруваті. Стебло прямовисне, гнучке, голе, 10–20 см заввишки, зазвичай на 1/2–2/3 загальної довжини вкрите листковими піхвами. Листків 3, рівних або коротших за суцвіття, суцільно вкритих на ребрах дрібними зубчиками і волосками, пластина напівциліндрична, жолобчаста, до 10 см завдовжки, ребриста. Суцвіття нещільне, 2.5–4 см в діаметрі, з 10–20 квітками. Обгортки суцвіття нерівні й довші за нього, голі. Оцвітина дзвінчата, білувато-жовта, з рівними листочками оцвітини, еліптичними, гладкими й дещо тупими на вершині, зовнішні 2.2 мм завширшки, внутрішні 2 мм завширшки, середня жилка зелена. Тичинки з простими й майже рівними нитками; пиляки блідо-жовті. Коробочка тристулкова, майже куляста, 4.5 × 4.5–4.7 мм. Цвіте з кінця червня до початку липня.

## Поширення
Allium denticulatum зустрічається на горі Кизилкадаг поблизу Коркутелі (західна Анатолія), де росте на галявинах маквісу. Цей вид виявляється дуже рідкісним і локалізованим.